# 7.5 cm kanon PL Vz. 37
Il 7.5 cm kanon PL Vz. 37 fu un cannone antiaereo cecoslovacco prodotto dalla Škoda.

## Origini
L'arma fu requisita dalla Wehrmacht dopo l'occupazione della Cecoslovacchia nel 1939 ed incorporata come 7.5 cm Flak M 37(t) o Flak Skoda.
20 pezzi furono trasferiti alla Finlandia nel 1940 ed altri al Regio Esercito come Cannone da 75/50.

## Impiego nel Regio Esercito
Nel giugno del 1939 l'Italia aveva dei forti crediti (circa 300 milioni di lire dell'epoca) nei confronti della Germania per la cessione di materiali lavorati, quindi il Ministero della Guerra propose che tali crediti venissero saldati con la cessione di 50 batterie di 8,8 cm FlaK (Cannone da 88/55 nella denominazione italiana), pari a 300 bocche da fuoco con relativo munizionamento. Mentre la proposta fu accettata in linea di massima, le autorità tedesche fecero presente di non avere a disposizione quella quantità di pezzi, quindi saldarono il debito in parte con gli 8,8 cm FlaK ed in parte con i 7.5 cm kanon PL Vz. 37, Cannone da 75/50 nella denominazione italiana). Le batterie venivano fornite complete di centrale di tiro e relative apparecchiature ausiliarie.
Originariamente queste batterie erano destinate a difendere il territorio nazionale, tra le quali Roma, Bari e Durazzo.Nel mese di luglio 1940 le batterie furono assegnate ai XLI, XLII, XLIII e XLIV Gruppo da 75/50 da posizione, destinati inizialmente alla difesa del territorio nazionale. Alcune batterie vennero trasferite alla MACA ed altri pezzi furono assegnati alle batterie campali. Alla fine del 1940, il XLIII Gruppo, su due batterie, venne trasformata in Gruppo autocampale e inviato in Nord Africa, aggregata alla 101ª Divisione motorizzata "Trieste" fino alla Seconda battaglia di El Alamein. Questo gruppo era motorizzato con vecchi trattori Pavesi P4 Mod. 26, gli autocarri pesanti Lancia 3Ro per il trasporto di munizioni, autocarri leggeri Fiat-SPA 38R e moto Bianchi. I cannoni di 75/50 furono particolarmente apprezzati in Africa settentrionale per la loro sagoma, più bassa degli 88/55, per le ottime capacità controcarri e per la loro leggerezza e maneggevolezza. Per contro, i tempi di messa in batteria risultavano troppo lunghi per l'uso campale. Il XLII Gruppo da posizione fu impiegato invece in Libia nella difesa di Tripoli e Bengasi, mentre il XLI Gruppo da posizione fu inviato a Corinto, in Grecia. Nel 1943, 24 pezzi di 75/50 erano ancora operativi in Tunisia, mentre nel giugno dello stesso anno erano disponibili 64 tra 75/50 e 75 mm Mle 1932 catturati ai francesi.
Dopo l'8 settembre 1943 i pezzi sopravvissuti furono ripresi in servizio dalle forze armate tedesche. Dodici erano in servizio nella Luftwaffe tra aprile e settembre 1944.

## Tecnica

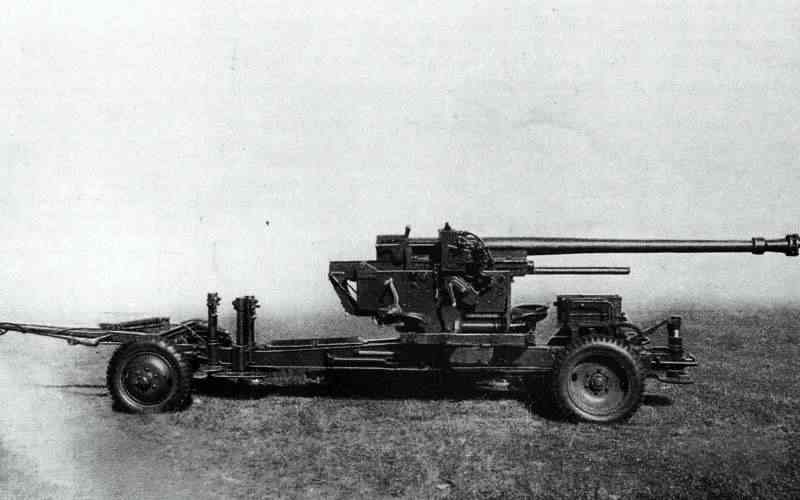
Il 75/50 in configurazione di traino su due sale.

Strutturalmente l'arma ha la tipica configurazione dei cannoni antiaerei pesanti del tempo. L'affusto è a crociera, senza però il solito piedistallo: l'affustino brandeggia direttamente sull'anello della crociera, conferendo all'arma una sagoma particolarmente bassa. Il meccanismo di otturazione è a movimento verticale semiautomatico, ovvero dopo l'inserimento manuale del cartoccio-proietto e lo sparo, il bossolo viene espulso automaticamente durante il movimento di rinculo e l'otturatore rimane in apertura. Il freno di sparo è idraulico, con recuperatore pneumatico e caratteristico freno di bocca. In configurazione di marcia, vengono montate una o due sale a due ruote pneumatiche. L'arma è progettata per il traino meccanico alla velocità massima di 60 km/h, mentre è anche previsto l'ippotraino. Era attrezzato anche per l'uso contro bersagli di superficie.
Le batterie da 75/50 furono fornite dotate della centrale di tiro Skoda T7N, che calcola continuamente i dati di tiro e li trasmette ai pezzi. La centrale può inseguire aeromobili che operano ad una velocità massima di 500 km/h ad un'altitudine compresa tra 300 e 9600 metri. Due tipi di munizioni sono stati utilizzati: una granata con spoletta a tempo Mod.37 ed una perforante di progettazione italiana, introdotta nel 1942.
L'arma si dimostrò eccellente anche nel tiro controcarri, anche se in questo campo pesavano la mancanza di una scudatura a protezione dei serventi ed i lunghi tempi di messa in batteria.